# Peggy Carter
Pour les articles homonymes, voir Carter.
Margaret « Peggy » Carter est un personnage de fiction appartenant à l’univers Marvel de la maison d'édition Marvel Comics. Créé par le scénariste Stan Lee et le dessinateur Jack Kirby, le personnage apparaît pour la première fois dans le comic book Tales of Suspense (vol.1) #75 en mai 1966.
Agissant sous l'identité secrète de l’Agent 13 jusqu'à ce que son identité soit révélée, le personnage apparaît souvent dans la série. Dans l'univers cinématographique Marvel, elle est la grand-tante de Sharon Carter. Dans les comics, elle est la tante de Sharon Carter.

## Biographie fictive

### Enfance et débuts
Née dans une famille très aisée de la Virginie, Margaret Carter rejoint les combattants de la Résistance française lors de l’Occupation de la France par l'Allemagne lors de la Seconde Guerre mondiale, aux côtés de grands héros tel que les Envahisseurs, les Howling Commandos ou encore Steve Rogers, alias Captain America, avec qui elle a eu une relation amoureuse. Elle laisse derrière sa confortable vie américaine afin de se battre pour ses idéaux, alors même qu’elle venait de sortir de l’adolescence. Devenant l’une des plus courageuse et plus douée de son mouvement, elle agit sous le nom de code de l’Agent 13, ou surnommée simplement « Mademoiselle ».

### Pendant la guerre
Après le choc provoqué par la mort de l'homme qui avait conçu le « sérum du Super-soldat », Peggy Carter devient une espionne et une détective déterminée à arrêter les nazis. Pendant la Seconde Guerre mondiale, elle et Captain America commencent à travailler ensemble, et deviennent amoureux. Cela ne dure cependant pas longtemps, puisque Rogers est apparemment mort à la fin de la guerre. Peggy reprend une vie normale, mais n'a jamais pu oublier Steve, sa mort l'affectant pendant de nombreuses années.

## Apparitions dans d'autres médias
Sauf indication contraire, les informations mentionnées dans cette section peuvent être confirmées par la base de données cinématographiques IMDb,  présente dans la section « Liens externes ».

### Films

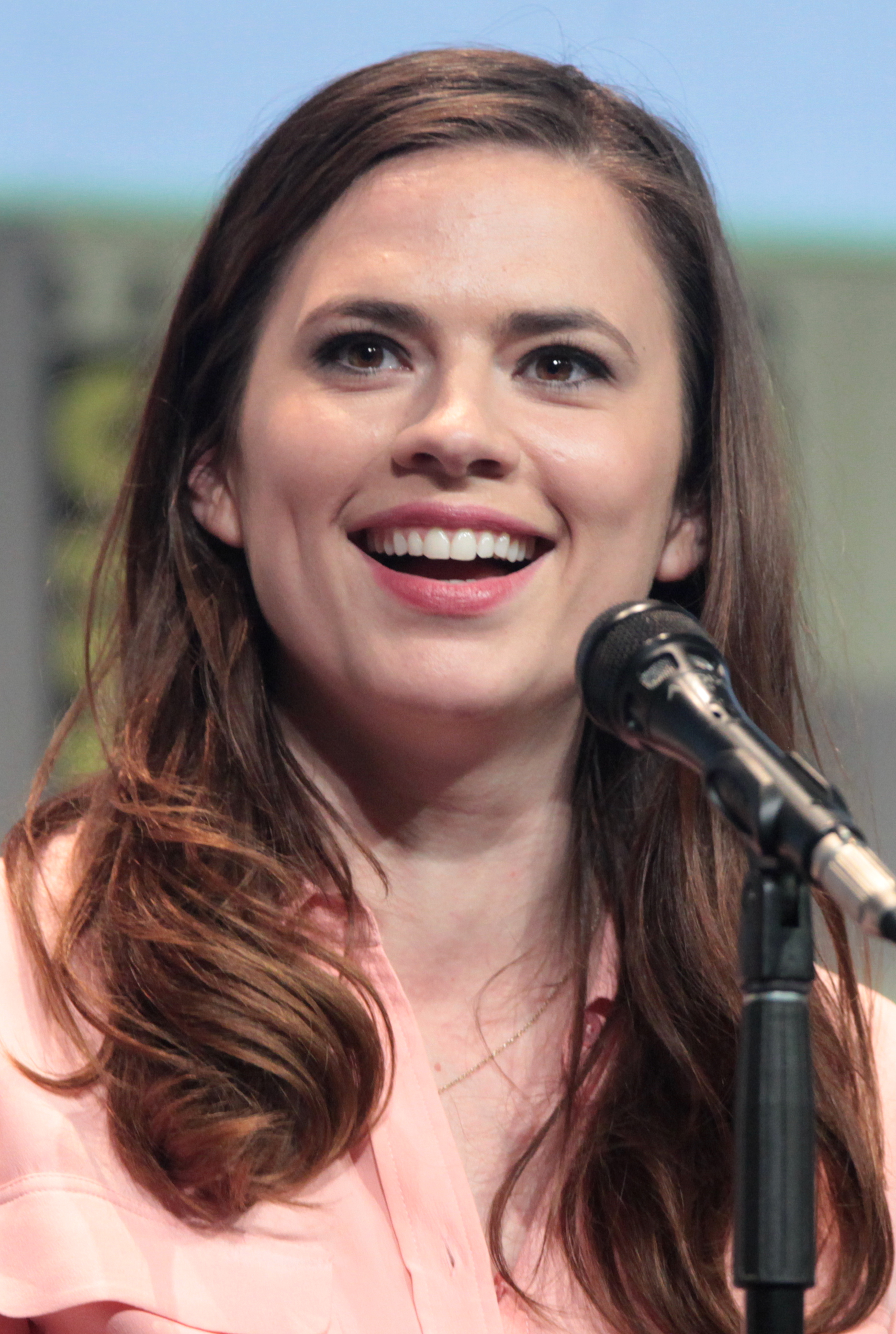
Hayley Atwell incarne Peggy Carter dans l'Univers cinématographique Marvel.

Interprétée par Hayley Atwell dans l'Univers cinématographique Marvel
- 2011 : Captain America: First Avenger, réalisé par Joe Johnston — Peggy Carter est le principal contact de Steve Rogers dans le programme de super-soldats en 1941, destiné à combattre HYDRA.
- 2013 : Agent Carter, court-métrage réalisé par Louis D’Esposito, dans la série Marvel One Shots — Après les événements qui impliquent la disparition de Captain America, l'agent Peggy Carter se retrouve enrôlée dans les prémices du SHIELD et se donne pour mission de retrouver Zodiac malgré les ordres de son chef sexiste qui ne lui donne que des tâches administratives[2],[3].
- 2014 : Captain America: Le Soldat de l'hiver, réalisé par les frères Anthony et Joe Russo — Peggy est très âgée depuis que Steve Rogers s'est réveillé de son sommeil forcé dans la glace. Il lui rend visite mais elle souffre de la maladie d'Alzheimer[2].
- 2015 : Avengers : L'Ère d'Ultron, réalisé par Joss Whedon — Peggy apparaît lors d'une hallucination de Steve Rogers, provoquée par la Sorcière Rouge.
- 2015 : Ant-Man, réalisé par Peyton Reed — Dans un bureau du SHIELD en 1989, Peggy assiste à la dispute entre le Dr Hank Pym et Howard Stark à propos des particules Pym.
- 2016 : Captain America: Civil War, réalisé par les frères Anthony et Joe Russo — Peggy décède certainement en raison de son grand âge et de sa maladie. Rapidement informé, Steve Rogers assiste à ses funérailles religieuses. C'est là qu'il comprend que Sharon Carter est sa nièce.
- 2019 : Avengers : Endgame, réalisé par les frères Anthony et Joe Russo - Peggy apparaît lorsque Steve Rogers et Tony Stark se rendent dans la base de Camp LeHigh de l’armée située au New Jersey en 1970 dans le but de récupérer le Tesseract. Steve se cache dans un bureau pour éviter de se faire arrêter par les agents du S.H.I.E.L.D, il se retrouve dans son bureau par hasard et il l’observe depuis la dépendance lorsqu’elle évoque le nom de Brian Braddock qui n’est qu’autre que Captain Britain. Elle apparaît de nouveau à la fin du film ; après que Steve a remis l’ensemble des Gemmes de l'infini et Mjolnir dans leurs époques respectives, il décide de retourner en 1944 et lui offrir la danse qu'il lui avait promis. Ils se marient et vivent heureux jusqu'à la mort de Peggy.
- 2022 : Doctor Strange in the Multiverse of Madness, réalisé par Sam Raimi - Dans un univers alternatif, Peggy a reçu le sérum du super-soldat, à la place de Steve Rogers et elle est devenue Captain Carter. Après l'arrivée du Docteur Strange dans son univers, Peggy est alors membre des Illuminati. La rencontre entre Strange et le groupe est alors interrompu par l'arrivée de Wanda Maximoff, Peggy l'affronte par la suite. Après un vif combat, Peggy est malheureusement tuée par son propre bouclier en vibranium, lancé sur elle par Wanda.

### Télévision
- 1966 : The Marvel Super Heroes - doublée par Peg Dixon[4].

Interprétée par Hayley Atwell dans l'Univers cinématographique Marvel
- 2013-2015 : Agent Carter (série télévisée) — Peggy intègre la S.S.R. (ancien nom du SHIELD) mais étant une femme, ses supérieurs lui donne les tâches administratives. Edwin Jarvis, le majordome d'Howard Stark l'accompagne dans ses missions[5],[6].
- 2014 : Marvel: Les Agents du S.H.I.E.L.D. (Agents of S.H.I.E.L.D.) (série): Peggy Carter (épisodes 2.01 : Les Héros de l'ombre et 2.08 : Frères ennemis)
- 2021-2024: What If...? (série d'animation) : Captain Peggy Carter (saison 1, épisodes 1 et 9 ; saison 2 épisode 2 ; saison 3 épisodes 7 et 8)

### Jeux vidéo
- Captain America peut communiquer avec Peggy Carter dans le jeu vidéo Captain America : Super Soldat où elle est doublée par Hayley Atwell[7].